# Canon de belleza coreano
El canon de belleza surcoreano se ha convertido en una característica destacada de la cultura coreana. En una encuesta mundial realizada en 2015 por la Sociedad Internacional de Cirujanos de Estética, Corea del Sur fue el único país del Asia Oriental entre los 10 primeros con la tasa más alta de cirugías estéticas. La belleza coreana da prioridad a una figura delgada, rostro pequeño, mandíbula en forma de V, labios pequeños, cejas rectas, piel perfecta y ojos más grandes. Los patrones de belleza para los ojos incluyen aegyo-sal, un término usado en Corea para referirse a los pequeños depósitos de grasa debajo de los ojos que se dice que le dan a la persona una apariencia más juvenil, así como a una cirugía llamada blefaroplastia de Asia Oriental para crear doble párpado. Un párpado doble es uno que muestra el pliegue con el resultado de que se ha duplicado. Se dice que ambos procedimientos hacen que los ojos se vean más grandes. El paradigma de belleza en Corea ha sido influenciado por muchos en los medios de comunicación, incluidas actrices, personalidades de televisión y estrellas del K-pop. La apariencia física de los ídolos del K-pop ha impactado enormemente los patrones de belleza coreanos.

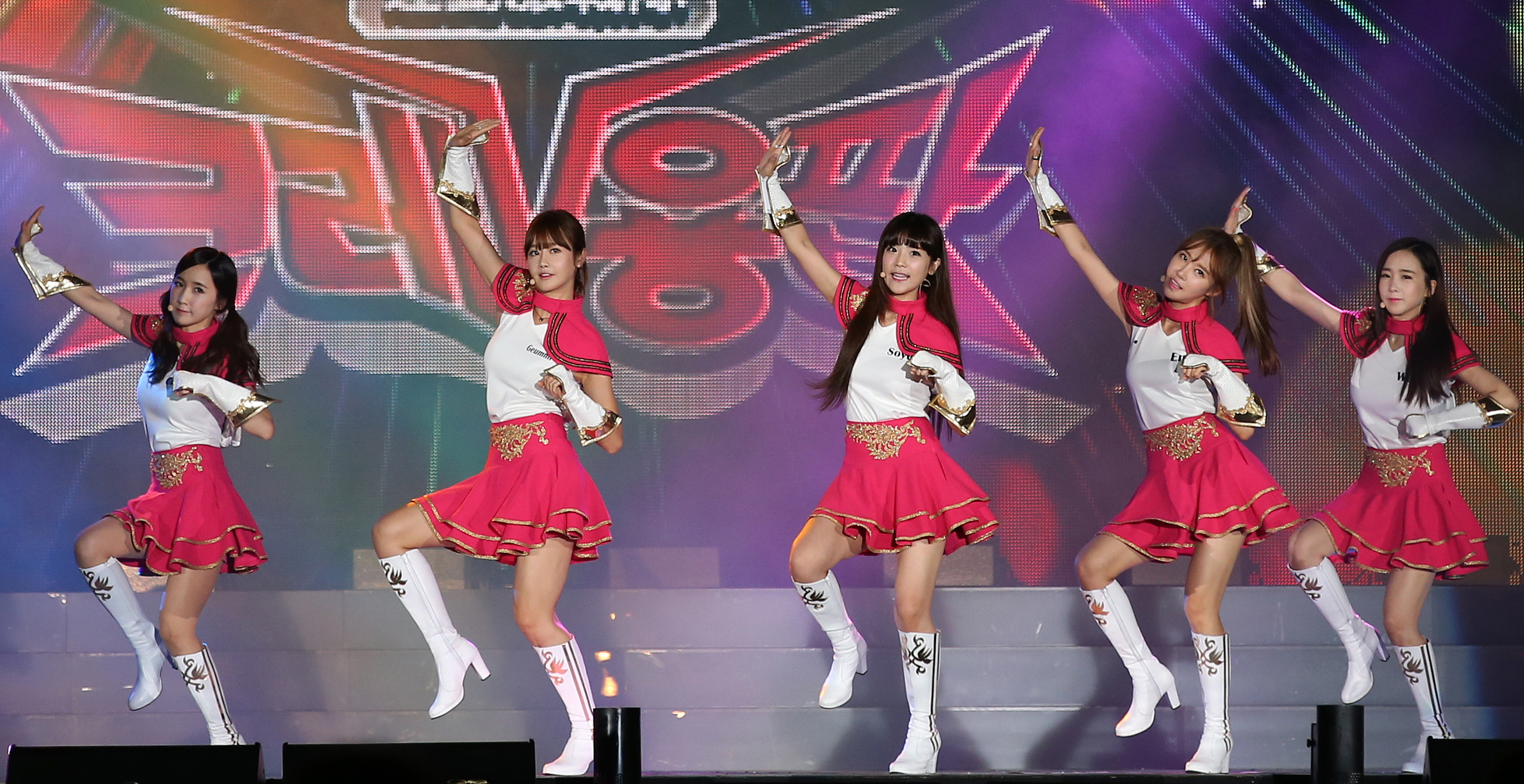
La apariencia física (cuerpo delgado y piel pálida) de los ídolos de K-pop ha impactado enormemente cambiando el paradigma de belleza coreano

## Presión cultural
La estadística más reciente colocó el porcentaje de coreanas sometidas a cirugía estética en 2008 en alrededor del 20 % entre mujeres jóvenes. Muy superior a la tasa promedio de otros países. Algunas empresas requieren una foto, la altura y, a veces, los antecedentes familiares de las solicitantes como parte del proceso de contratación.
Las coreanas son muy críticas con su imagen corporal, muchas no están satisfechas con su apariencia física y son más propensas a una menor autoestima y autosatisfacción en comparación con mujeres estadounidenses.
La belleza es vista a menudo como un medio para el éxito socioeconómico en la economía de Corea del Sur, modernizada rápidamente en la posguerra, y que ha experimentado un lento crecimiento del empleo después de su auge económico. Esto ha dejado a Corea con una fuerza de trabajo calificada y una fuerza laboral educada que compite por una escasez de oportunidades laborales y oportunidades para la movilidad social ascendente. Las inversiones en belleza como productos cosméticos y tratamientos de belleza médica como cirugía plástica, dermatología y odontología estética son vistas como un medio de capital cultural para lograr una ventaja sobre sus pares en el progreso social y económico.

## Productos de belleza
En 2015, Corea del Sur exportó más de 2,64 mil millones de dólares en productos cosméticos. Mucho más alto que en 2014, cuando exportaron alrededor de 1,91 mil millones de dólares. Entre los productos más populares utilizados están las cremas de bálsamo (BB), cremas de corrección de color (CC), sueros, esencias, ampollas, mascarillas faciales de algas marinas y exfoliantes. Sus productos de belleza contienen ingredientes que no se encuentran comúnmente en productos occidentales como el extracto de caracol. En 2011, la crema BB, que antes solo se encontraba en Corea, llegó a los estantes en Estados Unidos y tuvo un efecto masivo. Las ventas de cirugía estética también aumentaron drásticamente de 1999 a 2000. Se incrementaron un 17 % en un año, alcanzando casi 170 mil millones de wones (144 millones de dólares).
Las coreanas tienen un régimen de belleza de varios pasos que incluye la eliminación del maquillaje, el uso de un limpiador a base de agua, exfoliación, tonificación y aplicación de diversos productos como esencia, suero, crema para los ojos, crema hidratante y protector solar.

## Tatuajes
Los tatuajes en Corea del Sur no son ilegales, pero solo son realizados si el tatuador es un médico. Debido a la ley coreana, hacerse un tatuaje se considera un servicio médico. Sin embargo, existe un movimiento independiente de tatuaje relativamente pequeño. Muchas de las personas tatuadas generalmente son considerados artistas, músicos, gánsteres o extranjeros. La televisión surcoreana sigue siendo en gran parte conservadora de los tatuajes. Se les pide a los actores cubrir sus tatuajes con ropas largas o, alternativamente, la estación difumina las áreas tatuadas.
La mayoría de los salones de tatuajes se encuentran en edificios de apartamentos, que generalmente contienen una máquina de esterilización y asientos de cuero limpios. Los pocos lugares que se anuncian al público a menudo son allanados por la policía, reciben multas costosas y se ven obligados a cerrar. También hay artistas de tatuajes que viajan a las casas de los clientes o los clientes visitan su casa.

## Cirugía plástica
La cirugía plástica en Corea del Sur es más aceptada socialmente en comparación con otros países. La cirugía de doble párpado (blefaroplastia) crea un pliegue del párpado que hace que el ojo se vea más grande. Este es el procedimiento cosmético más común realizado en Corea del Sur. Debido a las diferencias en la estructura ósea facial de los asiáticos que tienen una estructura ósea más plana que los occidentales, las cirugías de contorno facial son muy populares. La cirugía de línea V (reducción de la mandíbula y barbilla) y la cirugía de reducción del pómulo (zigoma) se utilizan para cambiar el contorno facial. Se requiere que muchas celebridades se sometan a estas cirugías para recortar los pómulos, la mandíbula y la barbilla para crear una cara de forma ovalada, considerada el paradigma coreano de belleza facial. 
Con el aumento en la aceptación social de la cirugía plástica, programas como Let Me In, donde se realizan cambios de imagen completos a los participantes que han sufrido debido a deformidades, se han vuelto más populares haciendo que la cirugía plástica coreana sea más reconocida en todo el mundo.
Corea del Sur también ha visto una creciente afluencia de personas que desean someterse a cirugías de contorno de huesos faciales debido a las técnicas avanzadas y experiencia clínica de los cirujanos coreanos. Varios avances en las cirugías de contorno de huesos faciales como la técnica de osteotomía y el primer libro publicado sobre cirugías de contorno de huesos faciales ilustran aún más los métodos de cirugía avanzada utilizados por los cirujanos coreanos.

## Movimiento libre del corsé
Con el inicio del movimiento #MeToo de mujeres que comparten sus historias de agresión sexual y acoso, las coreanas han comenzado a cuestionar los patrones de belleza que se les imponen. La creación del movimiento #corsetfree se realizó en respuesta a los problemas estándar de belleza que enfrentan. Apodado el movimiento «sin corsé», cuyo nombre proviene de la idea de la opresión social de las mujeres como si estuvieran atadas a un corsé, las mujeres han recurrido a las redes sociales en contra de los patrones de belleza poco realistas que requieren que pasen horas aplicando maquillaje y realizar extensos regímenes de cuidado de la piel, que incluyen diez pasos o más. Dado que este movimiento es bastante nuevo, los seguidores continúan apoyando la causa. Algunas mujeres más dedicadas han comenzado a destruir su maquillaje, cortarse el cabello y rechazar las presiones de la cirugía.
El propósito de este movimiento es crear un espacio para que las mujeres coreanas se sientan cómodas consigo mismas y no tengan las presiones sociales de «disfrazarse» para limitar su identidad. El hashtag #freecorset está ganando velocidad a medida que los youtubers crean vídeos de apoyo al movimiento.

## Estándares coreanos vs normas de belleza chinas
Para los conocidos estándares de belleza coreanos, lo más notable sería la piel pálida, una cara pequeña y una figura delgada. En China, las tendencias de belleza son similares, pero aparentemente más extremas, con la piel «no solo pálida, sino también lo más blanca posible», «idealmente una pequeña cara que es exactamente lo que es dàn liǎn» (que significa 'en forma de un huevo de ganso al revés'), «y con cuerpos delgados», «esperando cierta altura, piernas largas, pies pequeños y un estilo Pippa Middleton».
A pesar de que los patrones de belleza coreanos y chinos pueden parecer bastante similares, los detalles ayudan a distinguirlos. Los estándares coreanos contemporáneos del maquillaje de ojos han cambiado del tradicional «sexy» ojo de gato a uno «más lindo» de cachorro inocente. Según Allure, «la gente piensa que hace que tus ojos se vean más brillantes y juveniles».
Del mismo modo, los ojos grandes y lindos son populares entre las tendencias de belleza chinas. Sin embargo, dado que «el 50 % de las niñas chinas tienen párpados únicos, que consideran poco atractivos», las chinas a menudo se someten a cirugía ocular o usan técnicas de maquillaje para hacer que sus ojos se vean lo más grandes posible. Para el maquillaje de ojos, las chinas tienden a usar delineadores más oscuros, como el negro o marrón oscuro, para exagerar sus ojos, mientras que las coreanas tienden a buscar un maquillaje de ojos más natural utilizando delineadores de ojos de color claro. Además, las tendencias de la belleza china también usan ojos de cachorro conocidos como Wo Chan (que significa gusano de seda mentiroso) para el público. Según la lectura tradicional china, las personas con Wo Chan nacen para tener una buena vida con fortuna para sus relaciones y negocios. 
Tener una figura delgada es una de las partes más importantes del canon de belleza de ambos países. Sin embargo, las formas en que los individuos de estos países se mantienen en forma difieren. La famosa cantante coreana IU es bien conocida por su plan de dieta, donde come «una manzana para el desayuno, una batata para el almuerzo y una taza de proteína para la cena». A pesar de que ya es conocida por el público como delgada y pequeña; con solo 162 centímetros de altura y un peso aproximado de 45 kilogramos, antes de los eventos importantes, bebe 3 litros de agua durante 5 días seguidos para hacer que su rostro se vea pequeño en el séptimo día. (6) «Y en el séptimo día, eres básicamente un esqueleto», enfatizó, y agregó que «de esta manera, puedes pasar de flaco a esqueleto». Para lucir delgados en la televisión, los ídolos coreanos prueban todo tipo de dietas para mantener sus rostros pequeños y piernas delgadas, lo que ha influido en muchas jóvenes que intenten imitarles. 
Por otro lado, la actriz china Zheng Shuang es conocida por su cuerpo increíblemente delgado, con 168 centímetros de alto y alrededor de 44 kilogramos. Según los estándares de belleza chinos, las mujeres deben estar lo más delgadas posible para que las personas puedan ver sus huesos. Sin embargo, en lugar de comer menos, la mayoría de las actrices chinas optaron por no comer nada o solo comer 7 granos de arroz por día para perder peso. Una tendencia notable se llamó el desafío de la cintura A4, o el desafío de la cintura de la hormiga, en el que las mujeres sostienen hojas de papel y toman selfies: «ganan» si el papel oculta completamente su cintura, y el tamaño de papel estándar es de solo 21 centímetros.

## Canon de belleza masculina
Si bien las expectativas de los países sobre la belleza femenina generalmente superan con creces las expectativas masculinas, Corea del Sur es notable por los grandes estándares que se imponen a los hombres. Muchos estándares femeninos se traspasan, como ser delgado y de piel clara. Un estándar importante para los hombres, particularmente los ídolos y las celebridades, es la expectativa de que no sean demasiado tradicionalmente masculinos. Las celebridades coreanas realizan moda en los últimos tiempos como la falta de vello facial y el uso de maquillaje. En 2012, el 20 % de los productos de belleza masculinos fueron comprados por surcoreanos.